# 鼓

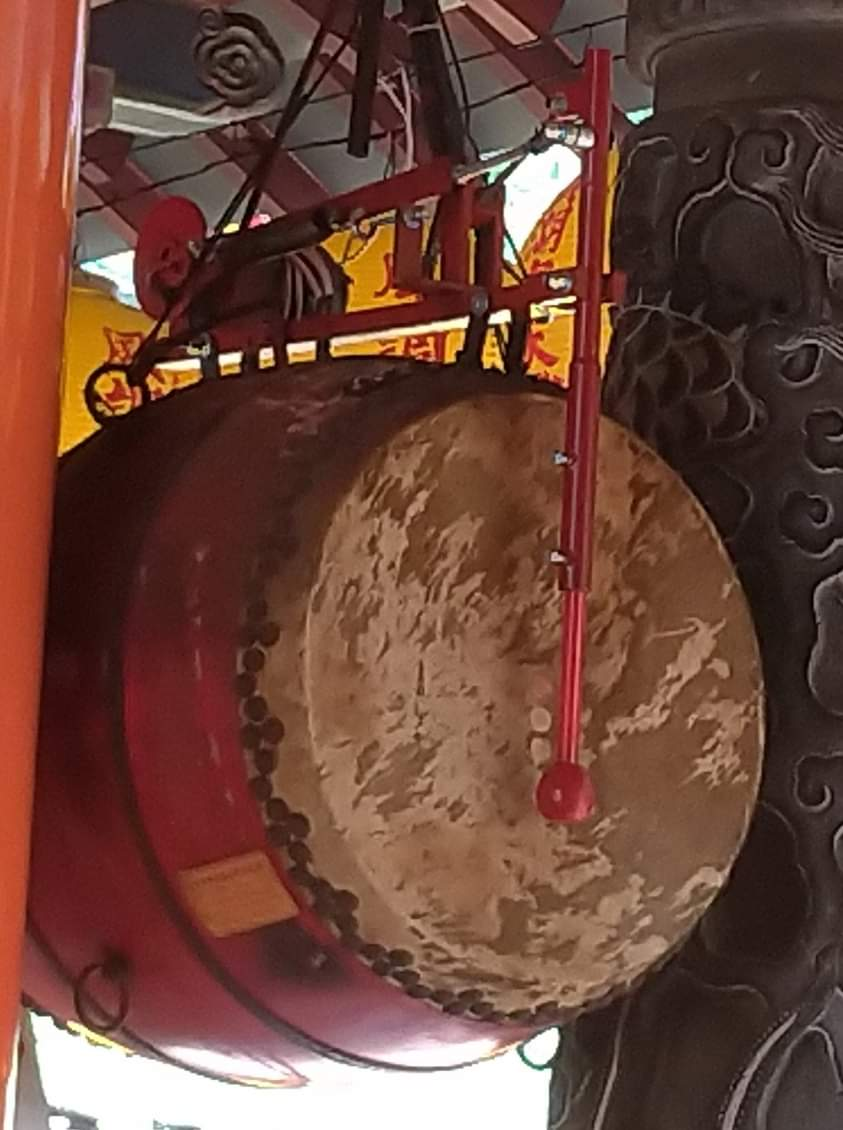
埔里地母廟的鼓

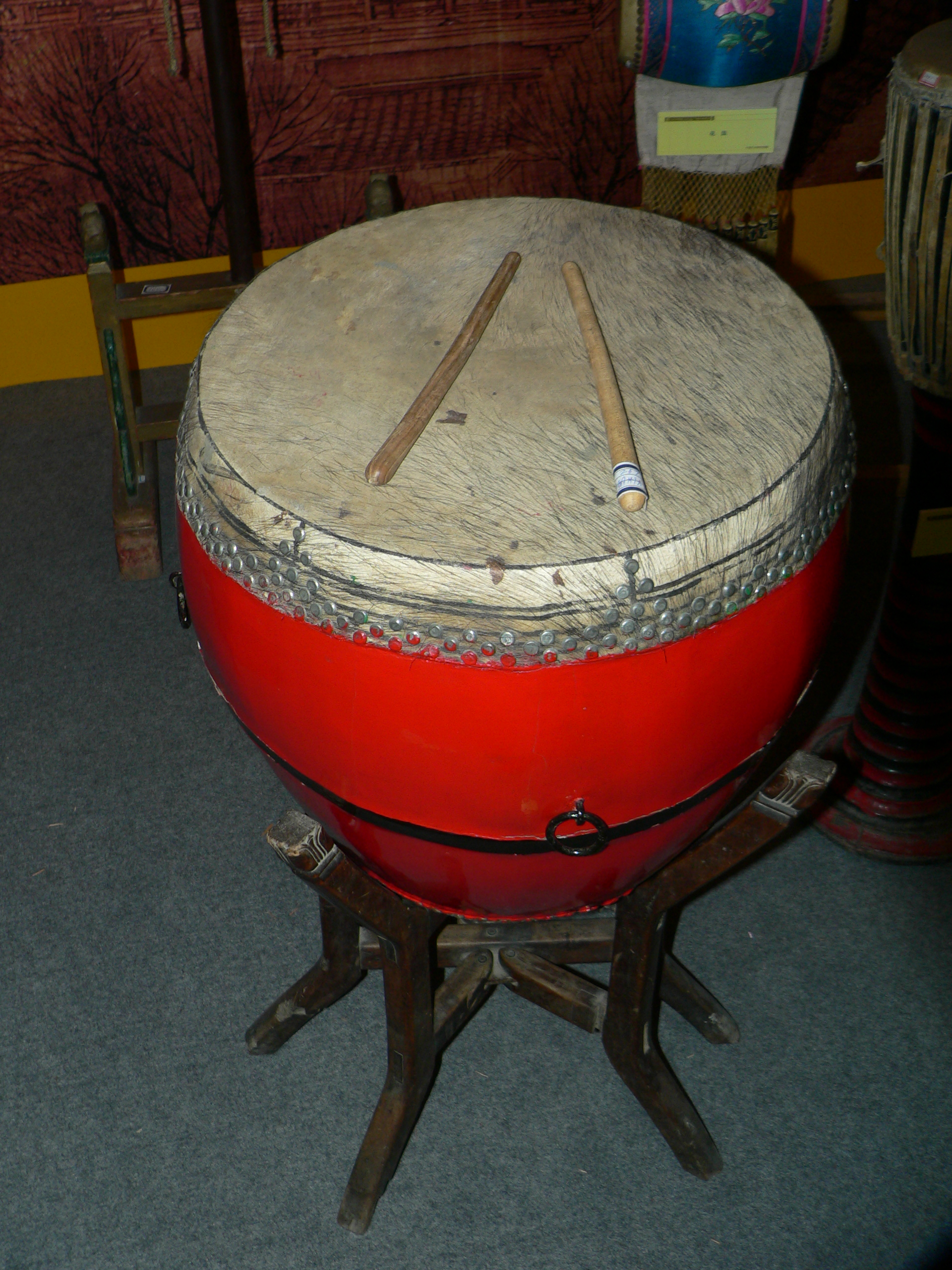
潮州大鼓

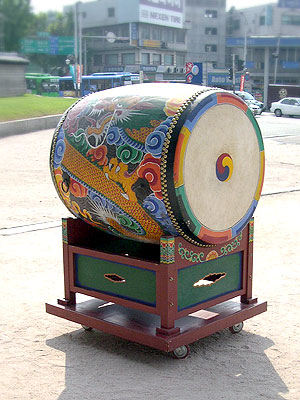
韓國昌德宮敦化門前的大鼓

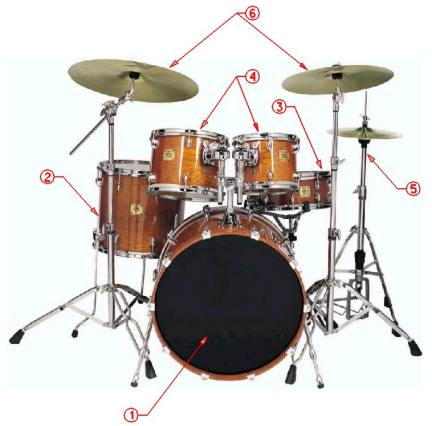
爵士鼓：1.大鼓; 2.落地鼓; 3.小鼓; 4.中鼓; 5.腳踏鈸; 6.銅鈸

鼓是一种打击乐器，也是一种通讯工具，非洲某些部落用以传达信息，中国古代军队用以发号施令。坚固的鼓身（常为圆桶状）的一面或双面蒙上拉紧的膜。鼓可以用手或鼓杵(槌)敲击出声。鼓在非洲的传统音乐以及在现代音乐中是一种比较重要的乐器，有的乐队完全由以鼓为主的打击乐器组成。鼓除了作为乐器外，在古代许多文明中还用鼓来传播信息。
不同類型的鼓，如定音鼓等，均被調校至特定的音調中。更常見的是將不同類型的鼓或打击乐器互相組合，以構成常於流行音樂出現的爵士鼓。

## 用途
鼓的演奏一般是用手敲擊鼓面，或是用一二隻鼓棒或鼓錘敲擊。由於鼓的觸覺特性及其易於使用，在音樂治療中常用到鼓，特別是手鼓。
在許多傳統文化中，鼓有其象徵的意義，也常用在宗教儀式中。像在蒲隆地的卡央达鼓是王權的象徵，卡央达鼓也出現在1962至1966年間的蒲隆地國旗中。
在流行音樂或爵士乐中，鼓常常是指由一組鼓及銅鈸組成的爵士鼓，演奏者稱為鼓手。

## 結構
鼓幾乎都有一個圓形的開口，鼓面拉紧後可以固定在上面。但鼓身的形狀就有很多的變化，西洋樂器的鼓，鼓身多半都是圓柱體，但定音鼓的鼓身則是碗形，
有些鼓的鼓身則是截角圓錐（邦哥鼓、阿希可鼓）或是二個接合的截角圓錐（如傳訊鼓）。中國、日本、韓國的鼓常常是中間略寬、上下略窄的圓柱體。

## 鼓聲

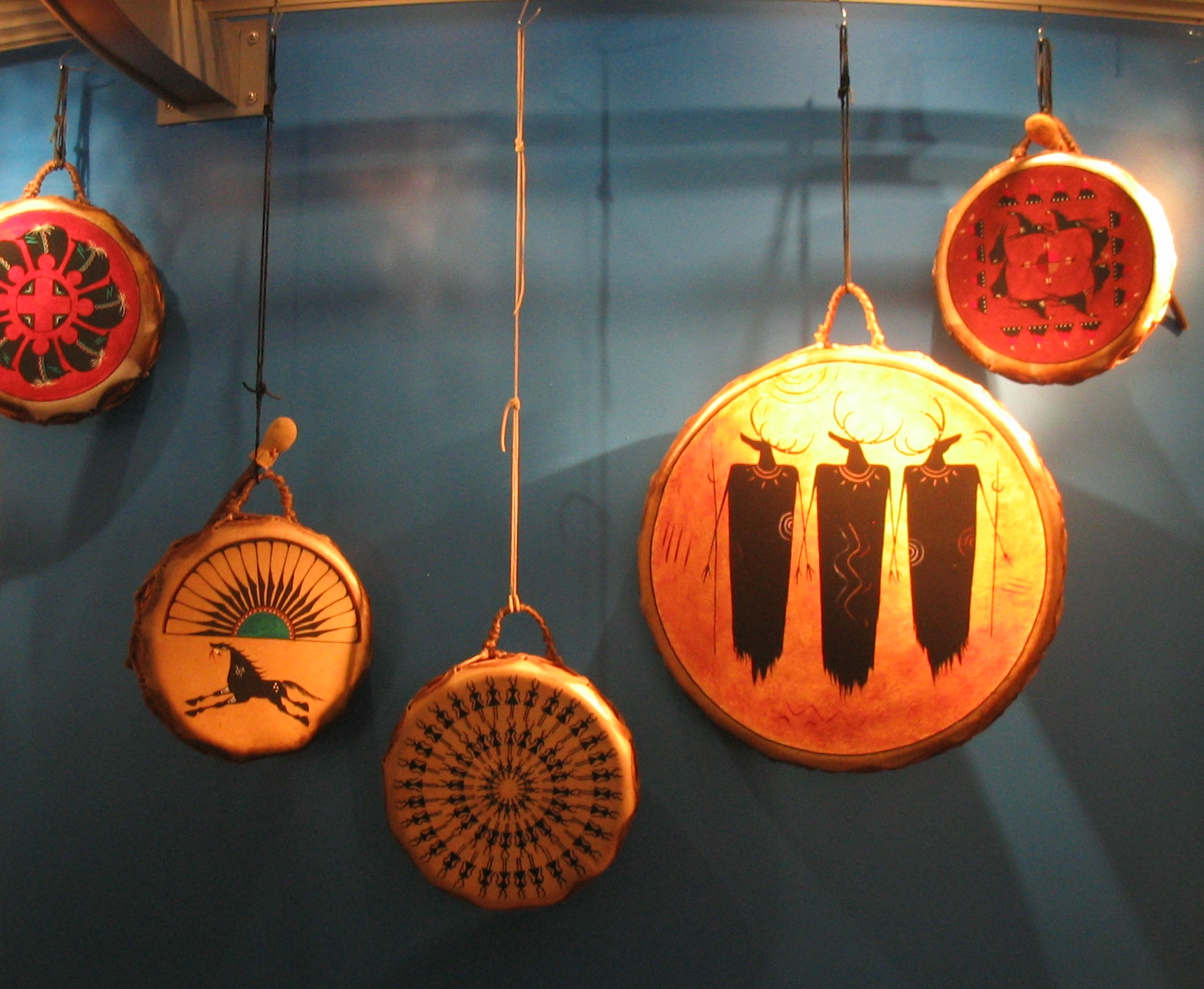
數個美洲原住民式鼓於國立美國印第安人博物館內販售

敲打鼓所產生的音色受多項因素影響，當中包括鼓身的種類、形狀與構造方式、鼓面的種類及其張力。不同的鼓聲在音樂上有不同的用途，如現代的筒鼓。一個爵士乐鼓手可能需要高音調、渾厚而聲音較小的鼓，而對於一個摇滚乐鼓手而言，或較喜歡聲音較大且低音調的鼓。
鼓面對於鼓聲有著最明顯的影響。每種鼓面均有著其自身的音樂用途及獨特的音色。雙層設計的鼓面抑制了高頻的和聲，皆因鼓面較重，適合響而深沉之演奏。白色、帶有塗層的鼓面能輕微減弱鼓面產生之泛音，從而有助減低相異音高。中間帶有銀色或黑色點的鼓面能進一步減弱上述的泛音問題，而帶有周长音環的鼓面大多更能消除泛音。部份爵士樂鼓手避免使用較粗的鼓面，寧可喜歡單層設計的鼓面，又或不帶減弱效果的鼓面。搖滾樂鼓手常較喜歡較粗，又或有塗層的鼓面。
第二個影響音色的主要因素是鼓面對鼓身的張力程度。當鼓環（hoop）放置於鼓面與鼓身之間，並以張力杆（tension rod）繃緊時，便可調節鼓面的張力。當張力增加時，聲音的振幅減少並使其頻率增加，使得產生的聲調提高。
鼓身的種類亦影響鼓聲。由於震動使鼓身內部發出迴響，鼓身有助提高鼓聲音量及影響產生的音色。鼓身的直徑愈長，產生的鼓聲便愈低音；鼓身的高度愈高，產生的音量愈高。選用較粗的鼓身有助製造音量較大的鼓。桃花心木有助提升音調較低的頻率，並儘可能保持較高頻率的音頻速率。選擇鼓身時，爵士樂鼓手或想要體積較小的槭木鼓身，而搖滾樂鼓手或想要體積較大的樺木鼓身。

## 歷史
最早的鼓是出現於西元前六千年的兩河文明。
以鱷魚皮製成的鼓早於中國的新石器文化（公元前5500-2350年）。據文獻記錄顯示，該時期的鼓展現了薩滿教的特點，並常用於慶典儀式上。

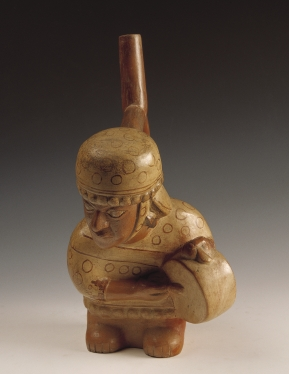
莫切文化中一個以陶瓷製造的容器，描繪了一個鼓手的形態。現為秘魯利馬拉科博物館藏品。

在青铜时代，北越南的東山文化衍生了青銅製東山鼓之製造，而該文化亦包括設計華麗的玉露鼓。

### 動物「擊鼓」
獼猴以一個有節奏的方式敲打物件，以展現牠們的社群支配，而牠們進行敲打的方式與牠們腦內處理發聲的方式類似，故有指獮猴敲物的演化起源是社群溝通的其中一部分。其他灵长目動物透過敲打胸膛或拍手的方式發出擊鼓的聲音，而更格盧鼠等嚙齒屬動物則透過牠們的爪在地上發出類似聲響。

### 傳訊鼓
鼓不但可用於音樂性質，亦可用作遠距離的溝通。非洲的傳訊鼓（英語：talking drum）正是用以模仿當地口語的音調樣式。在斯里蘭卡歷史中，鼓被用作國家與民眾之間的溝通工具，而斯里蘭卡鼓已有超過2500年歷史。

### 藝術上的鼓
擊鼓在娛樂、通靈術及溝通層面上可供作為一種具意義的情緒表達。不少文化將擊鼓視為靈性上或宗教上的樂章（passage），並將擊鼓的旋律與口語或禱告視為相約。在過去的數千年間，擊鼓發展成一種強而有力的藝術形態，並通常視之為音樂的根基，而有時亦會以動覺舞蹈（kinesthetic dance）的方式演繹。而在學科層面而言，擊鼓學（drumming）專注於培養個人強調（punctuate）、傳達及演繹音樂節奏，並帶有讓學生作為觀眾和演奏者之目的。

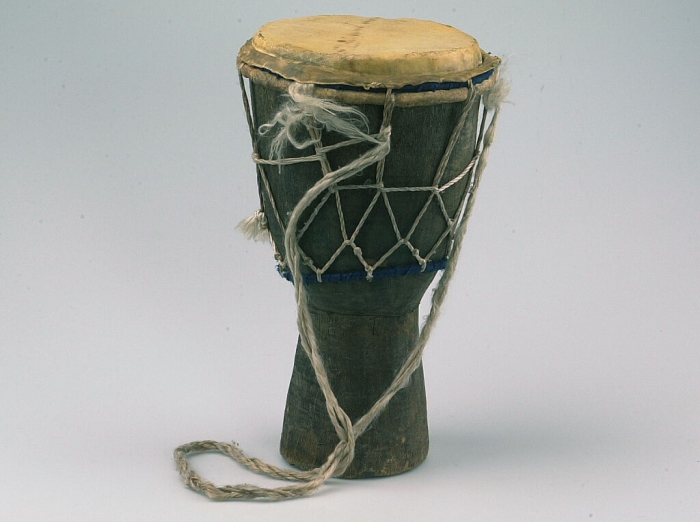
一個使用良久的非洲鼓

### 軍事用途
中國士兵利用太鼓（tàigǔ）以作振奮士氣、建立行軍節奏，及傳達指令／作出宣告之用。例如，在公元前684年的长勺之战（一場關乎齊、魯的戰役）中，擊鼓對於士氣的作用扭轉了這場重要戰役的結果。瑞士僱用步兵的橫笛鼓樂團（fife-and-drum corps）亦有使用鼓。他們採用早期版本的小鼓，這種鼓背負於鼓手的右肩，並以一條帶子（通常透過傳統握法，以單手演奏）懸掛。而這種小鼓亦令「drum」這一英語詞匯首度被採用。同樣地，在英國內戰時期，初級軍官攜帶一種以繩索繃緊的鼓，在戰爭的喧鬧聲中轉達高級軍官的指令；而這種鼓亦背負於鼓手的肩部，通常以兩支鼓棒奏打。不同的團和連均有其特別及獨一無二的鼓聲（drum beat），而這只有軍隊內部才知道。於19世紀中期，蘇格蘭軍方開始將風笛鼓樂隊整合至旗下的高地兵團（Highland regiments）內。
在前哥倫比亞時代的戰役中，阿茲特克民族知曉如何利用擊鼓以向戰場上的士卒傳遞訊號。納瓦特爾語中的「huehuetl」一詞，是從英語「drum」粗略翻譯而成。
世界上其中一件歷史最悠久的宗教聖典《梨俱吠陀》記載了數個有關使用戰鼓（Dundhubi）的文獻。亞利安民族以擊打戰鼓的方式投入戰鬥，而他們吟唱的其中一首聖詩亦記載於《梨俱吠陀》卷六與《阿闼婆吠陀》，當中後者將之稱為「戰鼓之歌」（Hymn to the battle drum）。

## 中國的鼓
據考古資料顯示，中國最早的鼓應是馬家窯文化出土的「土鼓」。
民間的鼓南北有所不同，俗稱「南有銅鼓，北有皮鼓」。由此可知中國的鼓往往是依材料和地區而產生相當不同的特色。據知在西周時，鼓就已經可分為數十種。

### 分類
- 依材料分：图鼓、涛鼓、亩鼓、与鼓、是鼓、忒鼓、同鼓等。
- 依形狀大小：大鼓，月鼓，打鼓，四鼓，扁鼓等。
- 依特殊命名：羯鼓、太平鼓、堂鼓、花盆鼓、排鼓、套鼓、八角鼓，花鼓、腰鼓、抓鼓、荸薺鼓等。其中抓鼓是中國最小的鼓，僅用手指夾住就可敲打。

## 東亞的鼓
日本有太鼓，朝鮮及韓國有朝鮮鼓。
太鼓的起源尚無法精確追朔，但有種說法是中國鼓借道韓國傳到日本的。它與日本文化自古以來息息相關。

## 西洋的鼓
有固定音高的包括定音鼓、輪鼓及八筒鼓。無固定音高的包括康加鼓、邦哥鼓、通通鼓等。

## 延伸阅读
[在维基数据编辑]
 《欽定古今圖書集成·經濟彙編·樂律典·鼓部》，出自陈梦雷《古今圖書集成》